# Epsilon Leporis
Epsilon Leporis is een ster in het sterrenbeeld Haas. De ster is een reuzenster.